# 伊豆湘南道路
伊豆湘南道路（いずしょうなんどうろ）とは、静岡県田方郡函南町から同県熱海市を経由して神奈川県小田原市に至る道路構想である。
沿線自治体である熱海市は、当道路が全線開通すると国道1号・国道135号および熱函道路の代替道路として機能し、1998年（平成10年）3月時点で82分を要していた小田原 - 沼津間の自動車による所要時間を39分へと大幅に短縮することが可能であるとして、自動車専用道路の規格での整備を国や県に要望している。沿線を走る国道135号などが津波・土砂災害などで被災した場合や、富士山噴火による溶岩流・降灰で富士山麓を走る東名高速道路・新東名高速道路が通行止めになった場合、それぞれ当道路が迂回路として機能することも期待されている。

## 概要
伊豆半島と神奈川県西部を結ぶ国道135号は、1日あたり約2万台、夏季観光シーズンは1日あたり約3万台の交通量を捌き、著しい渋滞が慢性化しているために沿道の熱海市、湯河原町や真鶴町への観光意欲を遠のかせる原因となっており、沿道には斜面崩壊や地滑りの危険区域を抱え、平成30年台風第12号に際しては高波被害が発生し、大地震発生時には津波被害も懸念されているが代替道路が存在しない。
また、伊豆半島を東西に貫く静岡県道11号熱海函南線の熱函道路は平均勾配11 ‰の区間があり、フェード現象による交通事故が発生し、冬期は凍結や積雪による交通障害が発生することもあった。
このため、地域防災や観光や物流など地域活性化の起爆剤として1963年（昭和38年）ごろから小田原沼津道路として検討されてきた構想をもとに、静岡県の沼津市、三島市、駿東郡（長泉町・函南町）、熱海市と、神奈川県の（足柄下郡湯河原町・真鶴町）、小田原市の4市4町に商工会が加わって「伊豆湘南道路建設促進期成同盟会」を1998年8月に発足し、国土交通省をはじめ、関東地方整備局や中部地方整備局にも要望書を提出していた。
その後、目立った進展はなかったが、2021年（令和3年）7月3日に発生した土石流災害により国道135号および海岸沿いに建設されている熱海ビーチラインが一時通行不能となり、被害の少なかった熱海ビーチラインは有料道路ではあるが、国道135号の通行規制が解除されるまでの間は無料開放することとなった。これを機に神奈川県側の1市2町により1981年（昭和56年）に結成された「小田原真鶴道路建設促進協議会」の名称を「伊豆湘南道路神奈川県西湘地区建設促進協議会」に改め、長期間封鎖されることとなった国道135号の代替道路建設を国や県へ要望していくこととなった。

## 地理

### ルート案
伊豆縦貫自動車道に計画中の函南インターチェンジ（仮称）から概ね静岡県道11号熱海函南線および国道135号に並行して西湘バイパスの早川ジャンクションまたは小田原厚木道路の小田原西インターチェンジ付近に至る路線として構想されている。

### 通過する予定の自治体
- 静岡県
  - 田方郡函南町 - 熱海市
- 神奈川県
  - 足柄下郡湯河原町 - 足柄下郡真鶴町 - 小田原市